# Річард Ґренвілл (1678–1727)
Сер Річард Ґренвілл (1678 — 17 лютого 1727) — британський політик, член Палати громад від 1715 до 1727 року.

## Раннє життя
Ґренвілл був сином сера Річарда Ґренвілла з Воттона в Бекінґемширі та його дружини Елеонори Темпл, уродженої Тирелл, дружини сера Пітера Темпла зі Стентонбері, Бекінґемшир. Він одружився з Гестер Темпл, дочкою сера Річарда Темпла, 3-го баронета за угодою від 25 листопада 1710 року. Її братом був Річард Темпл, 1-й віконт Кобґем, чиє перство належало їй та її синам.

## Політична кар'єра
На загальних виборах 1715 року Ґренвілл був запропонований кандидатом від вігів у Бекінґемширі, але за угодою з Річардом Гемпденом його було обрано членом парламенту від Вендовера . На загальних виборах 1722 року його повернули без заперечень як депутата від Бекінґема за запитом лорда Кобгема.

## Смерть і спадок
Ґренвілл помер 17 лютого 1727 року в останній рік парламенту, і його дітьми опікувався його зять лорд Кобгем. Він був батьком, тестем і дідусем різних прем'єр-міністрів Сполученого Королівства. Серед його нащадків по чоловічій лінії були майбутні графи Темпл і герцоги Бекінґем і Чандос .
Його дружина Гестер успадкувала титули свого брата в 1749 році і стала 1-ю графинею Темпл. У Річарда і Гестер було шестеро синів і дочка. П'ятеро синів були членами парламенту:
- Річард Ґренвілл-Темпл, 2-й граф Темпл
- Джордж Ґренвілл, прем'єр-міністр Великобританії (1763–65)
- Джеймс Ґренвілл
- Генрі Ґренвілл
- Томас Ґренвілл

Дочка Гестер була дружиною Пітта старшого, також прем'єр-міністра Великої Британії. Двоє онуків Річарда, Пітт молодший і Вільям Ґренвілл, також піднялися до посад прем'єр-міністра.